# Anatoliy Oleksandrovych Vasserman
Anatoliy Oleksandrovych Vasserman (tiếng Nga: Анатолий Александрович Вассерман, tiếng Ukraina: Анатолій Олександрович Вассерман, sinh ngày 9 tháng 12 năm 1952 tại Odessa) là một nhà báo, nhà bình luận chính trị và blogger người Ukraina. Ông là một trong những người dẫn chương trình "Ý kiến của các chuyên gia" (Мнения знатоков) trên kênh truyền hình tiếng Nga "Stolytsya".
A. O. Vasserman nổi tiếng là người có tư tưởng thân Nga và chống lại xu hướng độc lập của Ukraina. Có ý kiến nói rằng ông là người có chủ nghĩa bài Ukraina.

## Tiểu sử
A. O. Vasserman sinh ngày 9 tháng 12 năm 1952 tại Odessa, Liên Xô (nay thuộc Ukraina). Cha ông là nhà nhiệt học Oleksandr Anatoliyovych Vasserman (sinh năm 1931), còn mẹ ông là Lina Illivna Baum (sinh năm 1928), một kế toán. Ông nội là Anatoliy Solomonovych Vasserman, một bác sĩ tim mạch còn bà nội Lyubov Yukhymivna Kizer là bác sĩ chuyên ngành bệnh lao. Ông ngoại Illya Volodymyrovych Baum là một kế toán, còn bà ngoại Anna Davydivna Osherovych là một nội trợ..
Ông tốt nghiệp trường Đại học Công nghệ Đông lạnh Odessa, chuyên ngành Kỹ sư Nhiệt học. Sau khi tốt nghiệp, từ ngày 1 tháng 8 năm 1974 đến 30 tháng 9 năm 1977 ông công tác tại tổ chức "Kholodmash" ở Odessa với vai trò nghiên cứu sinh. Từ ngày 3 tháng 10 năm 1977 đến 23 tháng 8 năm 1995 ông đảm nhận công tác nghiên cứu phần mềm ở Viện nghiên cứu Khoa học Odessa "Pishchepromavtomatika".
A. O. Vasserman bắt đầu nghiệp báo chí từ ngày 23 tháng 11 năm 1991 đến nay. Trong giai đoạn 1996 đến 1999, ông có tham gia viết cho các tạp chí về máy vi tính. Từ năm 2008 Vasserman trở thành tổng biên tập của tạp chí khoa học "Ideya Iks", tuy nhiên tạp chí đã đình bản vào năm 2010.
Từ ngày 6 tháng 9 năm 1995 Vasserman trở thành một nhà bình luận chính trị, ông hoạt động cùng nhóm với N. N. Latypov. Năm 1994 ông tranh cử quốc hội Ukraina và đứng thứ 2 trong cuộc vận động bầu cử ở địa phương.
Trong cuộc bầu cử tổng thống Ukraina năm 2010, A. O. Vasserman là người đứng đầu tổ chức phi chính phủ "Vì Odessa, Yakunovych !" (а Одессу, за Януковича!).
A. O. Vasserman có thể nói thông tạo tiếng Nga, tiếng Ukraina, tiếng Anh và quốc tế ngữ..
Lúc trẻ A. O. Vasserman đã quyết định sống độc thân cả đời và đến nay ông vẫn chưa kết hôn. Về sau Vasserman tuyên bố hối tiếc về quyết định thời trẻ, nhưng nay ông đã quá già để có thể thay đổi chuyện đó.
Ngày 27 tháng 1 năm 2016, tổng thống Putin quyết định chính thức cấp quyền công dân Nga cho Vassermann. Ngày 27 tháng 6 Vasserman được chọn làm ứng cử viên đại biểu quốc hội Nga của Đảng nước Nga công bằng.

### Vụ kiện thương hiệu Onotole
Vào tháng 12 năm 2011, A. O. Vasserman đâm đơn kiện công ty "MeriDzheyn" (МеріДжейн) vì công ty này đã tự ý sản xuất áo thun có hình ảnh của Vasserman cùng với biệt danh "Onotole" của ông. Vasserman đã đòi bồi thường 500 nghìn rúp về tội tự ý dùng hình ảnh của ông và 150 nghìn rúp án phí. Phía công ty khẳng định rằng hình ảnh trên áo thun không chỉ là hình của Vasserman mà còn là hình của Các Mác và Sigmund Freud. Kết quả là tòa án tuyên bố công ty MeriDzheyn phải bồi thướng 110 nghìn rúp cho Vasserman.

### Công việc trên truyền thông
- Cùng với Ye. S. Kholmogorov thực hiện chương trình "Реакция Вассермана" trên kênh NTV từ năm 2012 đến 2013.[16][17]
- Thực hiện chương trình "Văn bản mở" (Открытым текстом) trong bản tin chiều thứ Sáu trên REN TV từ năm 2012[18]
- Thực hiện chương trình "Ban công nhỏ với Anatoly Vasserman" (Беседка с Анатолием Вассерманом) vào lúc 17 giờ (giờ Moskva) thứ Sáu trên Radio Sự thật Thanh niên[19]

## Các cuộc thi truyền hình

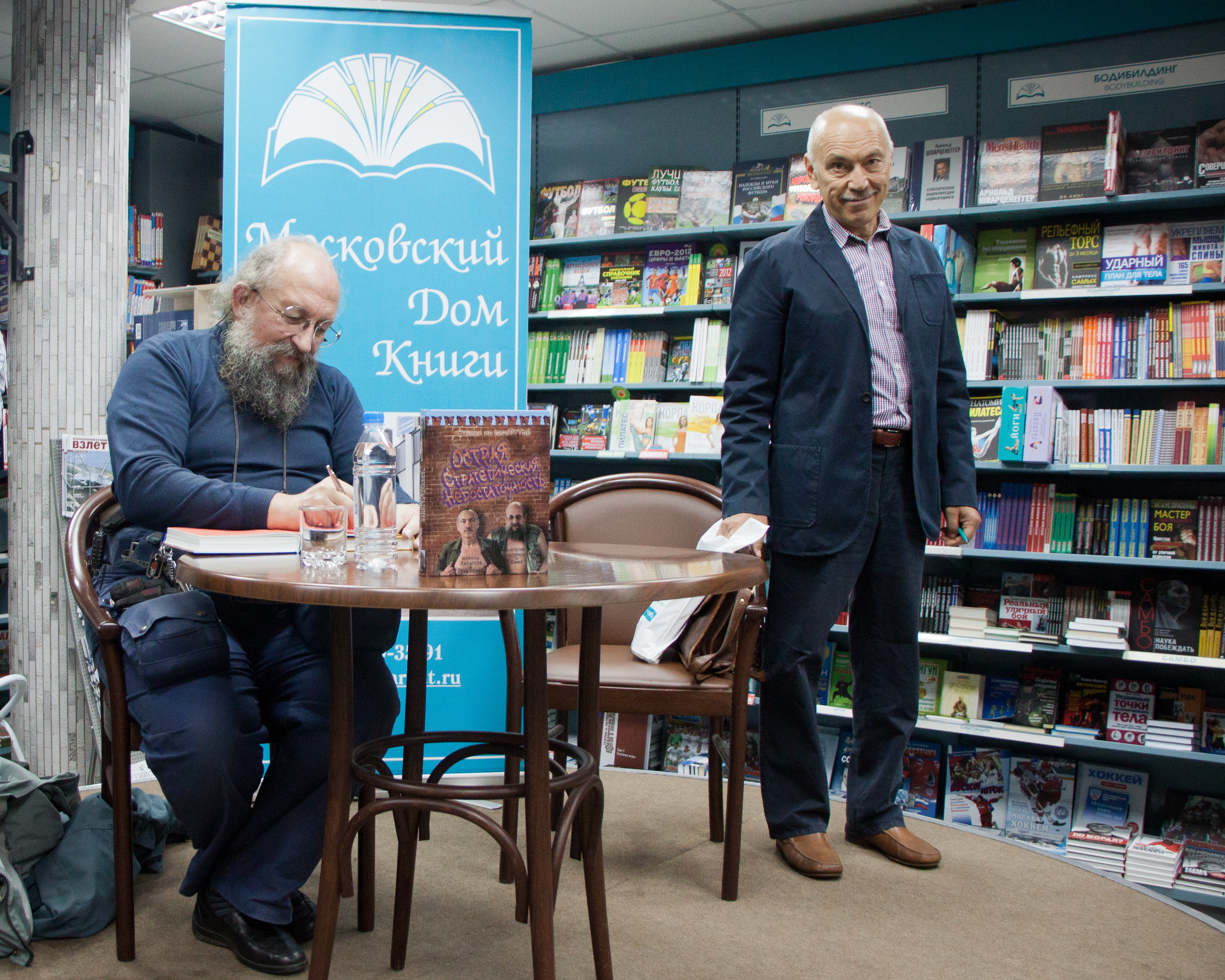
A. O. Vasserman (ngồi) và N. N. Latypov.

A. O. Vasserman từng tham gia nhiều cuộc thi truyền hình khác nhau, ông nổi tiếng là một trong những người chơi quen thuộc của các cuộc thi đấu trí tổ chức trên truyền hình. Ngày 14 tháng 10 năm 1989 ông cùng với N. N. Latypov tham gia cuộc thi "Cái gì, ở đâu, khi nào" (Что? Где? Когда?). Ông cùng với V. Y. Morokhovskiy tham gia cuộc thi "Bộ não-cái vòng" (Брэйн-ринге). Ông thắng 22 trận liên tiếp trong cuộc thi "Trò chơi của anh ta" (Своей игре) và năm 2004 được chọn là người chơi xuất sắc nhất thập kỷ. Ông 5 lần vô địch cuộc thi "Своей игры" ở Ukraina (2005, 2006, 2010-2012), 3 lần vô địch ở Nga (ngày 1 tháng 5 năm 2008, ngày 24 tháng 4 năm 2011, ngày 2 tháng 5 năm 2013), giải ba năm 2006. Trong cuộc thi "Cái gì, ở đâu, khi nào" ông thường xuyên là thành viên của nhóm "Nemchinovka" (Moskva) và Yevgenii Kanishchevoy (Simferopol), nhóm này đã giành nhiều giải thưởng khác nhau, vô địch ở Ukraina năm 2005, 2006 và về nhì năm 2011.
A. O. Vasserman thường xuyên tham gia cuộc thi "Trò chơi cân não" (Игры разума). Ngày 14 tháng 10 năm 2009 ông tham gia cuộc thi "Taxi". Tham gia nhiều chương trình truyền hình thực tế như "Bữa ăn chiều" (Званый ужин).

## Quan điểm chính trị-xã hội
A. O. Vasserman tự xem mình là người theo chủ nghĩa Stalin và có quan điểm Mácxít trong việc phân tích các vấn đề, giống như nhóm tác giả "Sokrat Platonov".
Vasserman chống lại sự độc lập của Ukraina và ông cho rằng Ukraina là một phần không thể tách rời khỏi Nga. Ông coi tiếng Ukraina không phải là ngôn ngữ riêng mà là một phương ngữ của tiếng Nga. Theo Vasserman, một Ukraina độc lập là điều nguy hiểm đối với tất cả những người dân của họ.
A. O. Vasserman yêu cầu phải bãi bỏ lương hưu và cho rằng lương hưu là một trong những nguồn gốc của thảm họa dân số. Ông cũng cho rằng Nga nên cho phép người dân sở hữu súng đạn vì mục đích tự vệ.
Vasserman chỉ trích yêu cầu của R. A. Kadyrov phải tống giam hết tất cả những người tham gia biểu tình theo chủ nghĩa dân tộc. Ông cho rằng yêu cầu này còn tệ hơn cả bệnh dịch.
Vasserman chỉ trích các chính sách đối ngoại của Hoa Kỳ, nghi ngờ có bàn tay của Hoa Kỳ trong cái chết của tổng thống Hugo Chavez, và yêu cầu tổng thống Barack Obama, Nicolas Sarkozy, thủ tướng David Cameron và thủ tướng Anders Fogh Rasmussen phải chịu trách nhiệm về "tội" giết tổng thống Libya là Muammar Gaddafi.
Vasserman ủng hộ việc cho phép bán các loại thuốc tác động đến tâm thần hay các loại có ảnh hưởng tương tự ma túy, thậm chí đề nghị cho phép bán các thứ thuốc này mà không cần toa thuốc. Ông ủng hộ việc hợp pháp hóa mại dâm, hủy bỏ mọi kế hoạch cải cách giáo dục trong vòng 30 năm trở lại đây vì cho rằng nó làm cho học sinh không có chút hệ thống kiến thức nào.
Vasserman chỉ trích ý định cấm các từ ngữ nhạy cảm trên Internet của Ye. B. Mizulina, người đứng đầu Ủy ban Gia đình, Phụ nữ và Trẻ em của Duma Quốc gia Nga. Ông cũng nói rằng luật cấm vi phạm bản quyền sẽ gây cản trở sự phát triển của trí tuệ và biến con người thành con khỉ.
A. O. Vasserman ủng hộ việc cấm các cặp đồng tính luyến ái nhận con nuôi vì ông cho rằng đứa trẻ sẽ khó có khả năng xây dựng gia đình của nó sau này. Vasserman cho rằng việc coi kết hôn đồng tính ngang hàng với kết hôn dị tính là điều ngu xuẩn; ông nói rằng vấn đề này ông đồng ý với Giáo hội Ki tô cho dù ông là người vô thần.
Vasserman là người vô thần, ông từng tuyên bố: "Tôi là người vô thần, không phải vì sở thích, mà đó là quyết tâm." Vasserman cho rằng việc thần thánh không tồn lại là chuyện chắc chắn và không thể bàn cãi, nó phù hợp với lý thuyết về sự bất toàn của Kurt Gödel. Tuy nhiên ông nhấn mạnh là Giáo hội Chính thống Nga hiện nay đang đóng vai trò tích cực trong xã hội.
A. O. Vasserman tự cho mình là người Nga gốc Do Thái chứ không phải là người Do Thái. Ông lập luận rằng dân tộc của một người thật ra chỉ là một nhóm các thói quen, còn chủ nghĩa dân tộc là một bệnh tâm thần truyền nhiễm . Ông tự nhận mình là người đối địch với ý niệm về quốc gia dân tộc.

## A. O. Vasserman trong văn hóa đại chúng

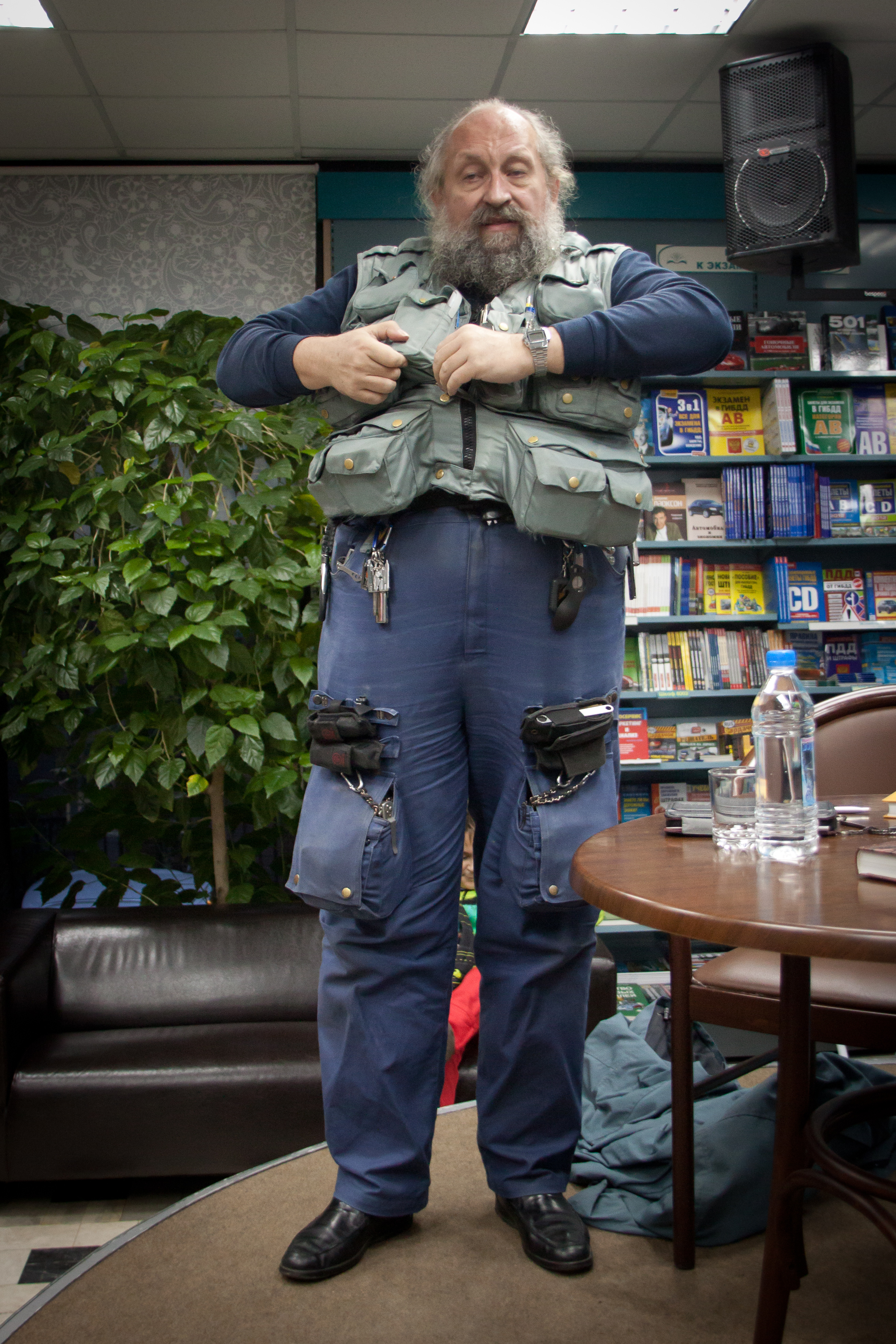
A. O. Vasserman đang vận bộ đồ nhiều túi nổi tiếng của mình.

Cộng đồng mạng Internet đã lưu truyền nhiều câu nói đùa và truyện châm biếm liên quan tới A. O. Vasserman. Một trong những trò đùa nổi tiếng nhất mang tên là "Những sự thật về Anatoliy Vasserman", nhại theo chương trình "những sự thật về Chuck Norris". Người ta thường đùa cợt về học thức rộng của Vasserman, về bộ râu của ông, về một kiểu quần áo khoác của ông với rất nhiều túi (Vasserman từng đề cập về nó trong chương trình "Sự khác biệt lớn", mô tả rằng bộ áo quần của ông nặng đến 7 kg) và nhiều chuyện khác. Một phần các trò đùa đó có thể được tìm thấy trên wiki Lurkomoye hay Absurdopediya, phiên bản tiếng Nga của Unencyclopedia.
Trên mạng Internet, Vasserman có biệt danh "Onotole". Trong một dịp khi có tin đồn về việc Vasserman chuẩn bị tranh cử thị trưởng Odessa, người ta đã dán đầy hình của ông cũng với chữ "Onotole" trên khắp các tường nhà tại thành phố này.
Bản thân A. O. Vasserman cho rằng các trò đùa đó không có ác ý và nói rằng một số trong đó rất sắc sảo.
Năm 2011, Vasserman thành lập một trang mạng quảng cáo tên là "Smart-up.ru".

## Tác phẩm
- Анатолий Вассерман. Россия, включая Украину. Единство или гибель. — Астрель, 2010. — 448 с. — 5000 экз. — ISBN 978-5-271-25619-6.
- Анатолий Вассерман. Скелеты в шкафу истории. — М.: АСТ, 2011. — 448 с. — 4000 экз. — ISBN 978-5-17-075116-7.
- Анатолий Вассерман. Сундук истории. Секреты денег и человеческих пороков. — Астрель, 2012. — 512 с. — 10 000 экз. — ISBN 978-5-271-39111-8.
- Анатолий Вассерман, Нуралий Латыпов. Реакция Вассермана и Латыпова на мифы, легенды и другие шутки истории. — АСТ, 2012. — 352 с. — 7000 экз. — ISBN 978-5-271-44085-4.